# Stenophylax oreinus
Stenophylax oreinus là một loài Trichoptera trong họ Limnephilidae. Chúng phân bố ở miền Cổ bắc.